# 岡山県道151号妹尾吉備線
岡山県道151号妹尾吉備線（おかやまけんどう151ごう せのおきびせん）は、岡山県岡山市南区から岡山市北区に至る一般県道である。

## 概要
岡山市南区妹尾から岡山市北区平野に至る。
途中の庭瀬駅横の庭瀬西踏切付近は道幅が狭く、国道2号妹尾西交差点から庭瀬方面向きおよび方向予告の道路標識は、大型車通行禁止の道路標識が設置されている。

### 路線データ
- 起点：岡山県岡山市南区妹尾（汗入交差点、岡山県道21号岡山児島線本線交点）
- 終点：岡山県岡山市北区平野（庭瀬交差点、岡山県道162号岡山倉敷線交点、岡山県道245号真金吉備線終点）
- 総延長：約3.8 km

## 路線状況

### 重複区間
- 岡山県道21号岡山児島線妹尾バイパス（岡山市南区妹尾）

### 道路施設

#### 橋梁
- 久江橋（足守川、岡山市北区）

## 地理

### 通過する自治体
- 岡山市（南区 - 北区）

### 交差する道路
| 交差する道路                                                              | 市町村名 | 市町村名 | 交差する場所 | 交差する場所      |
| ------------------------------------------------------------------------- | -------- | -------- | ------------ | ----------------- |
| 岡山県道21号岡山児島線 / 本線                                             | 岡山市   | 南区     | 妹尾         | 汗入交差点 / 起点 |
| 岡山県道21号岡山児島線 / 妹尾バイパス 重複区間起点                        | 岡山市   | 南区     | 妹尾         |                   |
| 国道2号 / 岡山バイパス 岡山県道21号岡山児島線 / 妹尾バイパス 重複区間終点 | 岡山市   | 南区     | 妹尾         | 妹尾西交差点      |
| 岡山県道162号岡山倉敷線 岡山県道245号真金吉備線                           | 岡山市   | 北区     | 平野         | 庭瀬交差点 / 終点 |

### 交差する鉄道
- 山陽本線（庭瀬西踏切）

### 沿線
- 岡山南警察署妹尾交番
- JR西日本山陽本線 庭瀬駅